# Heliophanoides
Heliophanoides Prószynski, 1992 è un genere di ragni appartenente alla famiglia Salticidae.

## Etimologia
Il nome deriva dal genere Heliophanus con il quale ha varie caratteristiche in comune e dal suffisso greco οἲδες, -òides, che significa somigliante, che ha affinità con.

## Distribuzione
Le tre specie oggi note di questo genere sono diffuse in India e nel Bhutan.

## Tassonomia
A dicembre 2010, si compone di tre specie:
- Heliophanoides bhutanicus Prószynski, 1992 — Bhutan
- Heliophanoides epigynalis Prószynski, 1992[2] — India
- Heliophanoides spermathecalis Prószynski, 1992 — India